# Pedro Nel Ospina

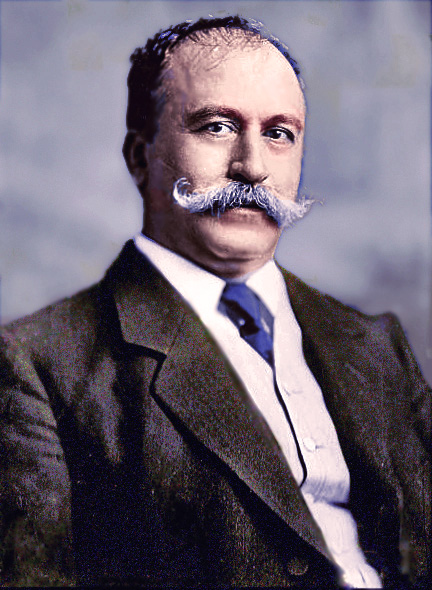
Pedro Nel Ospina

Pedro Nel Ignacio Tomás de Villanueva Ospina Vásquez (* 18. September 1858 in Bogotá, Souveräner Staat Cundinamarca, Granada-Konföderation; † 1. Juli 1927 in Medellín, Kolumbien) war ein kolumbianischer Politiker der Partido Conservador Colombiano und Diplomat, der unter anderem zwischen 1922 und 1926 Präsident der Republik Kolumbien war.

## Leben

### General, Minister, Gesandter und Gouverneur von Antioquia

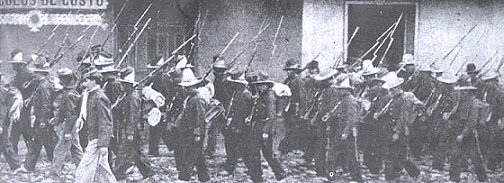
Regierungssoldaten im Tausendtagekrieg (1899–1902)

Pedro Nel Ignacio Tomás de Villanueva Ospina Vásquez war ein Sohn von Mariano Ospina Rodríguez, der zwischen 1858 und 1861 Präsident der Granadinischen Konföderation war. Sein älterer Bruder war der Wissenschaftler und Hochschullehrer Tulio Ospina. Er selbst begann 1873 ein Studium an der Universidad de Antioquia, das er 1876 wegen des Kriegsdienstes während innerstaatlicher Unruhen abbrach. 1877 nahm er zusammen mit seinem älteren Bruder Tulio Ospina ein Studium für Bergingenieurwesen an der University of California, Berkeley auf, das er an der École nationale supérieure de chimie de Paris fortsetzte. Nach seiner Rückkehr 1883 war er zunächst als Bergbauingenieur tätig und trat 1885 als Offizier in die Streitkräfte ein. Er begann sein politisches Engagement 1890, als er zum ersten Mal zum Mitglied der Versammlung von Antioquia teilnahm. Danach wurde er für die Partido Conservador Colombiano zum Mitglied in das Repräsentantenhaus (Cámara de Representantes) sowie später zum Mitglied des Senats (Senado de la República de Colombia) gewählt. 
Er nahm am Krieg der Tausend Tage teil, einem vom 20. Oktober 1899 bis 21. November 1902 dauernden Bürgerkrieg, der das Land verwüstete und mit dem Sieg der zentralistischen Regierung endete. Er wurde in dieser Zeit zum General befördert und war Sekretär des Chefs des Generalstabes, General Marceliano Vélez. Im weiteren Kriegsverlauf war er während der Amtszeit von Präsident José Manuel Marroquín schließlich zwischen dem 11. Juli und dem 24. September 1901 Kriegsminister. Infolge des Konflikts in der Landenge von Panama 1903 griff er in Verhandlungen mit den Vereinigten Staaten ein. Während der Regierung von Präsident Rafael Reyes musste er sich ins Ausland emigrieren.
Ospina übernahm am 31. Mai 1911 den Posten als Gesandter in den Vereinigten Staaten. Er wurde jedoch bereits am 25. Juni 1912 entlassen und von Julio Betancourt. Grund für die Abberufung war der sogenannte „Knox-Fall“: Als Ospina von der US-Regierung zu einem möglichen Besuch des US-Außenministers Philander C. Knox in Kolumbien konsultiert wurde, gab er an, dass dies mit viel Unbehagen wegen der damaligen Ereignisse im Panamakonflikt gesehen würde. Nach seiner Rückkehr wurde er 1913 für die Partido Conservador Colombiano zum Mitglied in das Repräsentantenhaus gewählt. Anschließend wurde er 1915 Gesandter in Belgien und war als solcher zugleich bis 1918 auch als Gesandter in den Niederlanden akkreditiert. 
Während der Regierungszeit von Präsident Marco Fidel Suárez wurde er am 18. September 1918 zum Gouverneur des Departamento de Antioquia ernannt und bekleidete dieses Amt bis zum 12. April 1920. Dort zeichnete er sich durch seine administrativen Fähigkeiten aus, beschleunigte den Bau der Antioquia-Eisenbahn, den Ausbau der Bergbau-Schule und entwickelte Programme zum Schutz von Kindern.

### Präsident 1922 bis 1926

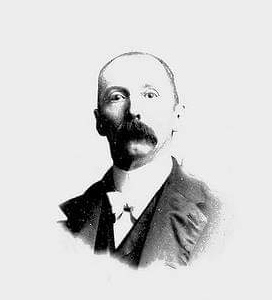
Jorge Holguín war von 1921 bis 1922 Vorgänger von Pedro Nel Ospina als Präsident der Republik Kolumbien.

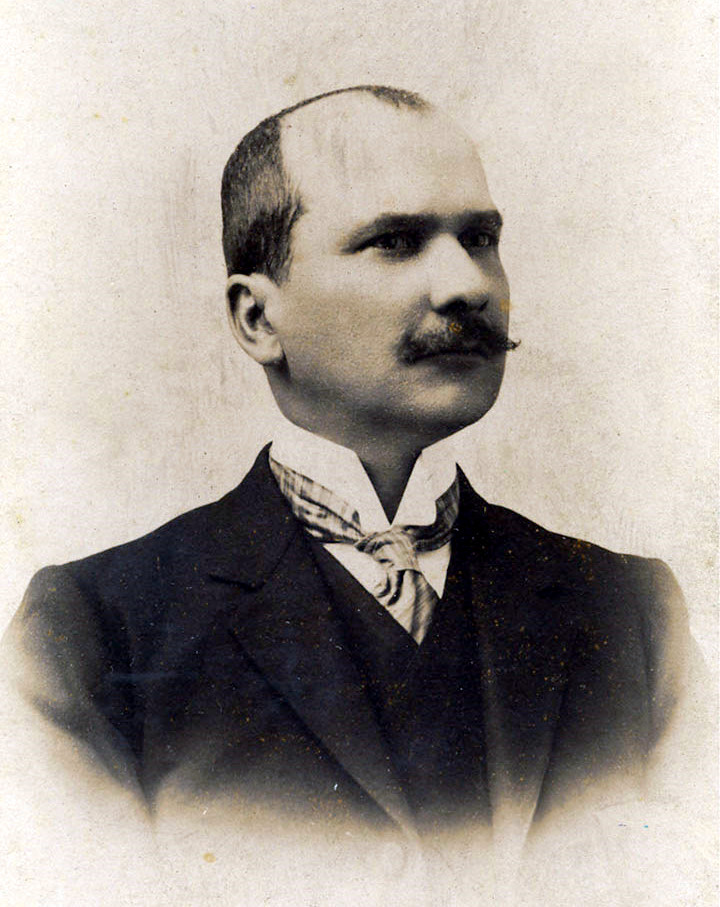
Miguel Abadía Méndez wurde 1926 Nachfolger von Pedro Nel Ospina als Präsident.

Bei den Präsidentschaftswahlen am 12. Februar 1922 kandidierte Pedro Nel Ospina für die Partido Conservador Colombiano gegen General Benjamín Herrera von der Partido Liberal Colombiano. Dabei erhielt er 413.619 Stimmen (61,75 Prozent) und konnte sich damit deutlich gegen Herrera durchsetzen, auf den 256.231 Stimmen (38,25 Prozent) entfielen. Am 7. August 1922 trat er als Nachfolger von Jorge Holguín sein Amt als Präsident der Republik Kolumbien und hatte dieses für eine vierjährige Amtszeit bis zum 7. August 1926 inne, woraufhin Miguel Abadía Méndez ihn ablöste.

#### Infrastrukturelle Reformen
Sein Hauptanliegen war die Modernisierung und Industrialisierung des Landes. Als er Präsident wurde, herrschte Chaos in allen Bereichen des nationalen Lebens, und die Arbeiterklasse versuchte sich zu organisieren. Sein Motto war „Redlichkeit und Effizienz“ (probidad y eficiencia) und konzentrierte sich auf die Verwaltung öffentlicher Mittel. Sein Programm basierte auf der gemeinsamen Arbeit der verschiedenen Klassen zum gemeinsamen Nutzen, auf der Achtung des Wahlrechts und auf der Ausrichtung der staatlichen Funktion auf Grundbedürfnisse. Ospina war der erste Präsident, der das Flugzeug für offizielle Missionen nutzte und flog bereits kurz nach seiner Wahl nach Puerto Berrío und Girardot. Er entwickelte das Kommunikationswesen mit dem von den Vereinigten Staaten für die Trennung von Panama gezahlten Ausgleichsgeld und mit ausländischen Krediten. Diese Zeit wurde als „Der Tanz der Millionen“ (La Danza de los millones) bekannt. Dabei legte er die Richtlinien für die Entwicklung des Landes auf der Grundlage eines öffentlichen Arbeitsplans unter der Leitung der damaligen Minister für öffentliche Arbeiten Aquilino Villegas (1922 bis 1925) und Laureano Gómez (1925 bis 1926) fest.
In seiner Amtszeit begann der Ausbau der Eisenbahn. Das Eisenbahnnetz wuchs von 900 Kilometern im Jahr 1922 auf 1500 Kilometer (1926) sowie bis 1930 auf 2700 Kilometer. Dadurch konnten insbesondere die Kaffeeexporte gesteigert werden, was den Fortschritt des Landes ermöglichte. Es kam insbesondere zum Ausbau der Pazifik-Eisenbahn (Ferrocarril del Pacífico). Ferner unterzeichnete er den Vertrag für den Bau der Docks in der Hafenstadt Buenaventura. Mit der Gründung des kolumbianisch-deutschen Unternehmens CSADTA, dem ersten Luftfahrtunternehmen in Lateinamerika, das zusammen mit der Luftpost eine stärkere Integration des Landes in die Weltwirtschaft ermöglichte, wurde die kommerzielle Luftfahrt gefördert. Es kam des Weiteren zum Bau der im Juni 1926 eingeweihten Ölpipeline Barrancabermeja-Cartagena sowie zur Gründung der Landwirtschaftlichen Hypothekenbank Banco Agrícola Hipotecario. Die wissenschaftliche Vorbereitung der Armeeoffiziere wurde durch eine Ausbildungsdeelegation der Schweizer Armee durchgeführt.
Im Spätsommer 1924 bereiste eine deutsche pädagogische Mission, bestehend aus Anton Eitel, Carl Deckers und Carl Glockner, Kolumbien, um die öffentliche Bildung zu reformieren. Die Reform wurde jedoch nicht vollständig durchgeführt, da unter anderem der Klerus Widerstand leistete. Das Projekt sah Reformen der Primar-, Sekundar-, Lehr- und Universität sowie die Verbesserung der Vergütung von Lehrern zur Professionalisierung des Unterrichts vor. Obwohl der Kongress der Republik Kolumbien die Gesetzesvorlage nicht einmal beriet, nahm der öffentliche Unterricht während der Ospina-Regierung zu. Daneben kam es zu Reformen des öffentlichen Gesundheitswesens auf dem Gebiet der Zahnmedizin und des öffentlichen Hygienedienstes., aber auch durch die Einweihung des Nationalen Hygienelabors (Laboratorio Nacional de Higiene) unter der Leitung von Dr. Pablo García Medina. Ferner verbesserte sich die Situation der Lazarett (Lazaretos) durch den Bau von Aquädukten, Straßen, den Anbau von Heilpflanzen und die Erhöhung der Rationen für die Kranken.

#### Finanz- und Wirtschaftssektor sowie Außenpolitik
Eine der wichtigsten Regierungshandlungen bestand darin, ausländische Finanzexperten unter der Leitung von Edwin Walter Kemmerer einzubeziehen, der in das Land kam und das Finanzministerium auf den Gebieten öffentliche Kredite, Erhebung von Einkommen und Steuern sowie Regulierung von Kosten beriet. Dabei kam es nach Beratung im Außerordentlichen Kongress 1923 zur Gründung der Banco de la República. Im Zuge dieser Reformen erfolgte auch die Strukturierung der nationalen Wirtschaft durch das Gesetz zur restriktiven Haushaltskontrolle (Ley de fuerza restrictiva del presupuesto), das die Kreditwürdigkeit des Staates festigte. Durch die Gründung einer Buchhaltungsabteilung im Finanzministerium, des Rechnungshofes der Republik (Contraloría General de la República) sowie von Bankinstituten erfolgte eine weitere Regulierung, aber auch Förderung der Geschäftstätigkeit. Ein neues Einkommensteuergesetz ermöglichte eine effektivere Steuereinnahme, die die Staatskasse entlastete. 
Auf dem Gebiet der Außenbeziehungen kam es während der Amtszeit von Pedro Nel Ospina 1924 zur Wiederherstellung der Beziehungen zu Panama und der  Unterzeichnung der endgültigen Grenzen zwischen den beiden Nationen. Des Weiteren kam es zur Festlegung der Landgrenzen mit Venezuela fest, die bereits in der Amtszeit von Präsident José Vicente Concha (1914 bis 1918) diskutiert worden waren. Die Ministerien für Post und Telegraphenwesen, Inneres, Krieg, Finanzen und öffentliche Kredite, Industrie, Bildung und Gesundheit, öffentliche Arbeiten und Außenbeziehungen wurden neu organisiert. Die Regierung befasste sich mit der Wahrung des Friedens und der Schaffung von Arbeitsplätzen. Dies bedeutete den Übergang von einer typisch agrarischen zu einer relativ industrialisierten Gesellschaft. 
Die durch ausländische Kredite finanzierten Reformen, erhöhten jedoch die Inflation erheblich und führten zu einer Krise, die zur Abwertung des Eigentums und zum Ruin vieler führte. Am Ende seiner Regierungszeit befand sich Kolumbien in ernsthaften finanziellen Problemen. Die Liberalen, die nicht wie im Ibagué-Übereinkommen (Convención de Ibagué) vereinbart an seiner Regierung teilnahmen, stellten auch 1926 keinen Kandidaten vor. So wurde Miguel Abadía Méndez 1926 ohne nennenswerten Gegenkandidaten für die Amtszeit von 1926 bis 1930 zum Präsidenten gewählt. 1926 wurde Ospina für den Norden von Antioquia noch einmal zum Mitglied des Repräsentantenhauses gewählt, konnte jedoch nicht an der Amtseinführung teilnehmen. Er nahm erst am 28. März 1927 an einer Sitzung teil. Aufgrund seiner schweren Krankheit starb er am 1. Juli 1927 in Medellín.
Pedro Nel Ignacio Tomás de Villanueva Ospina Vásquez war mit Carolina Vásquez Uribe verheiratet, seiner Cousine ersten Grades. Aus dieser Ehe gingen die Kinder Pedro Nel, Luis, Manuel und Elena hervor. Sein Sohn Luis Ospina Vásquez war Sozialwissenschaftler und trat für die Gründung der Antioqueña-Stiftung für Sozialstudien FAES (Fundación Antioqueña para los Estudios Sociales) mit Sitz in Medellín ein. Seine Tochter Elena Ospina Vásquez legte als Ordensfrau das Armutsgelübde ab und engagierte sich in zahlreicher sozialen Arbeiten. Sein Neffe Mariano Ospina Pérez war von 1946 bis 1950 ebenfalls Präsident der Republik Kolumbien.